# NGC 3735
NGC 3735 (również PGC 35869 lub UGC 6567) – galaktyka spiralna (Sc), znajdująca się w gwiazdozbiorze Smoka. Odkrył ją William Herschel 7 grudnia 1801 roku. Należy do galaktyk Seyferta typu 2.
W galaktyce tej zaobserwowano supernową SN 1998cn.